# 10546 Nakanomakoto
10546 Nakanomakoto (1992 FS1) là một tiểu hành tinh vành đai chính được phát hiện ngày 28 tháng 3 năm 1992 bởi K. Endate và K. Watanabe ở Kitami.